# العرب والكلدان في منطقة ديترويت الحضرية

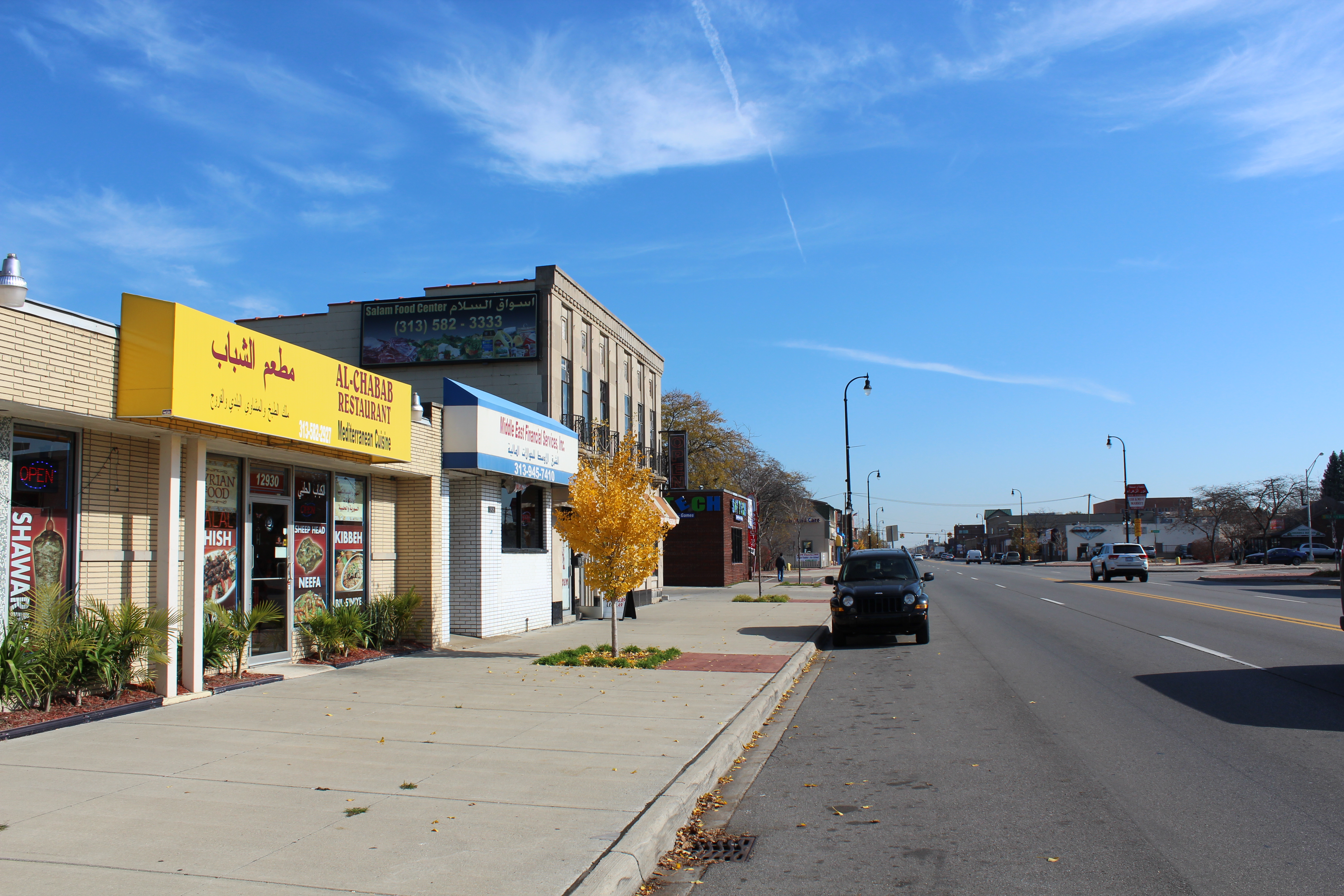
شركات مملوكة لعرب في ديربورن، ميشيغان

تضم منطقة ديترويت الحضرية واحدة من أكبر التجمعات للأشخاص من أصل شرق أوسطي، بما في ذلك العرب والآشوريون الكلدان، في الولايات المتحدة.  اعتبارًا من سنة 2007، كان هناك حوالي 300.000 شخص في جنوب شرق ميشيغان تعود أصولهم إلى المشرق العربي.  يتألف المجتمع العربي الأمريكي الكبير في ديربورن إلى حد كبير من لبنانيين هاجروا للحصول على وظائف في صناعة السيارات في عشرينيات القرن العشرين، ومن يمنيين وعراقيين وصلوا في مراحل لاحقة.  في سنة 2010، كان عدد سكان مقاطعات ديترويت الكبرى الأربع من أصل شرق أوسطي 200 ألف شخص على الأقل. وحسب بوبي جوش من مجلة تايم فإن بعض التقديرات أعطت أرقامًا أكبر من ذلك بكثير.  من سنة 1990 إلى سنة 2000، ارتفعت نسبة الأشخاص الذين يتحدثون العربية في المنزل بنسبة 106% في مقاطعة واين، و99.5% في مقاطعة ماكوب ، و41% في مقاطعة أوكلاند. 
من سنة 1990 إلى سنة 2000، شهدت مقاطعات واين وأوكلاند وماكومب زيادة مجتمعة قدرها 16.632 شخصًا من مواليد العراق. ذكرت نشرة "الأطفال والعائلات العربية والكلدانية والشرق أوسطية في منطقة المقاطعات الثلاث على أنه "لا يمكن تحديد التمثيل العربي والكلداني" في هذا الرقم.  وفي الفترة نفسها، زاد عدد المهاجرين القادمين من لبنان بمقدار 7229 شخصًا. 

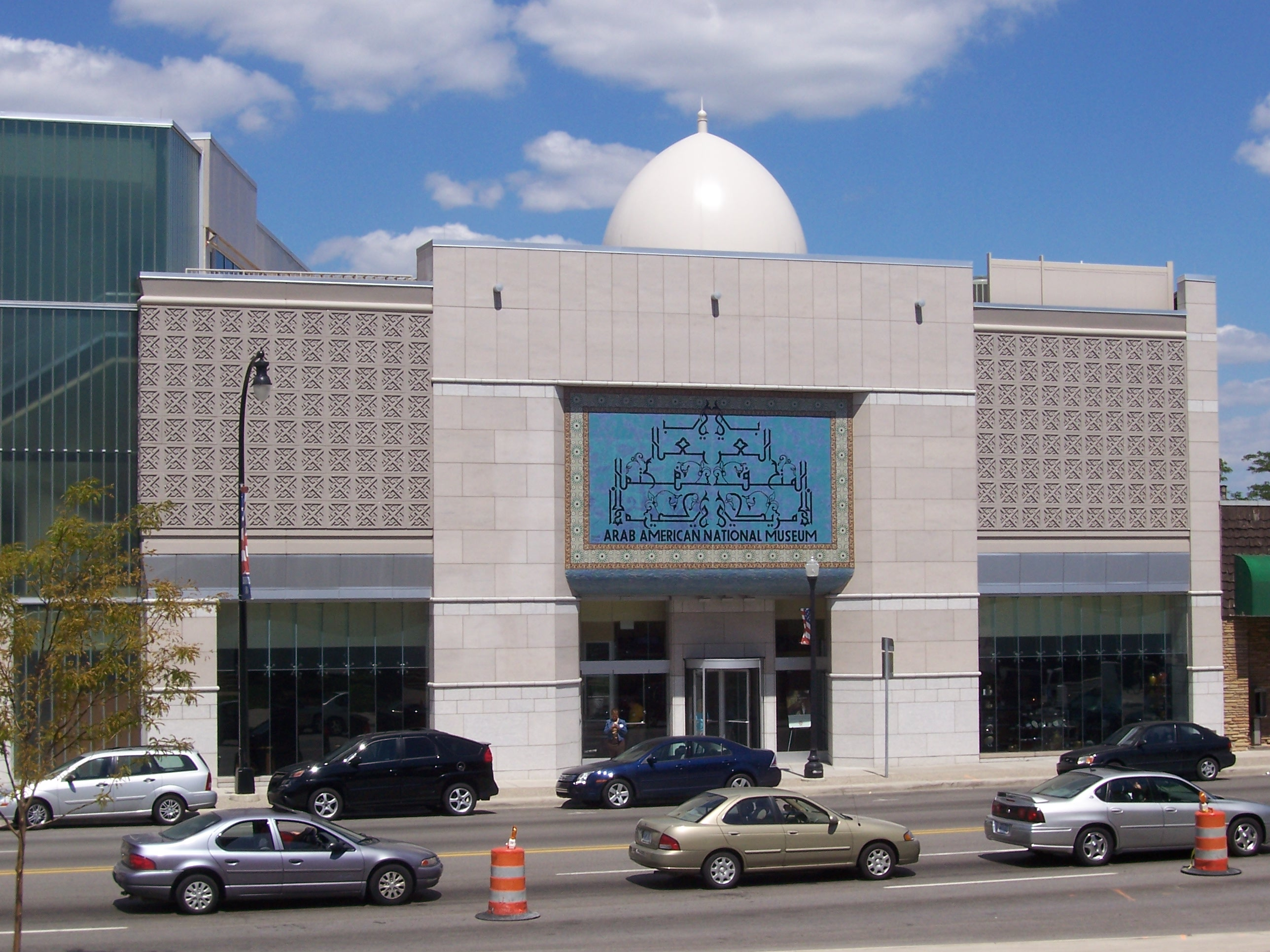
المتحف العربي الأمريكي القومي في ديربورن
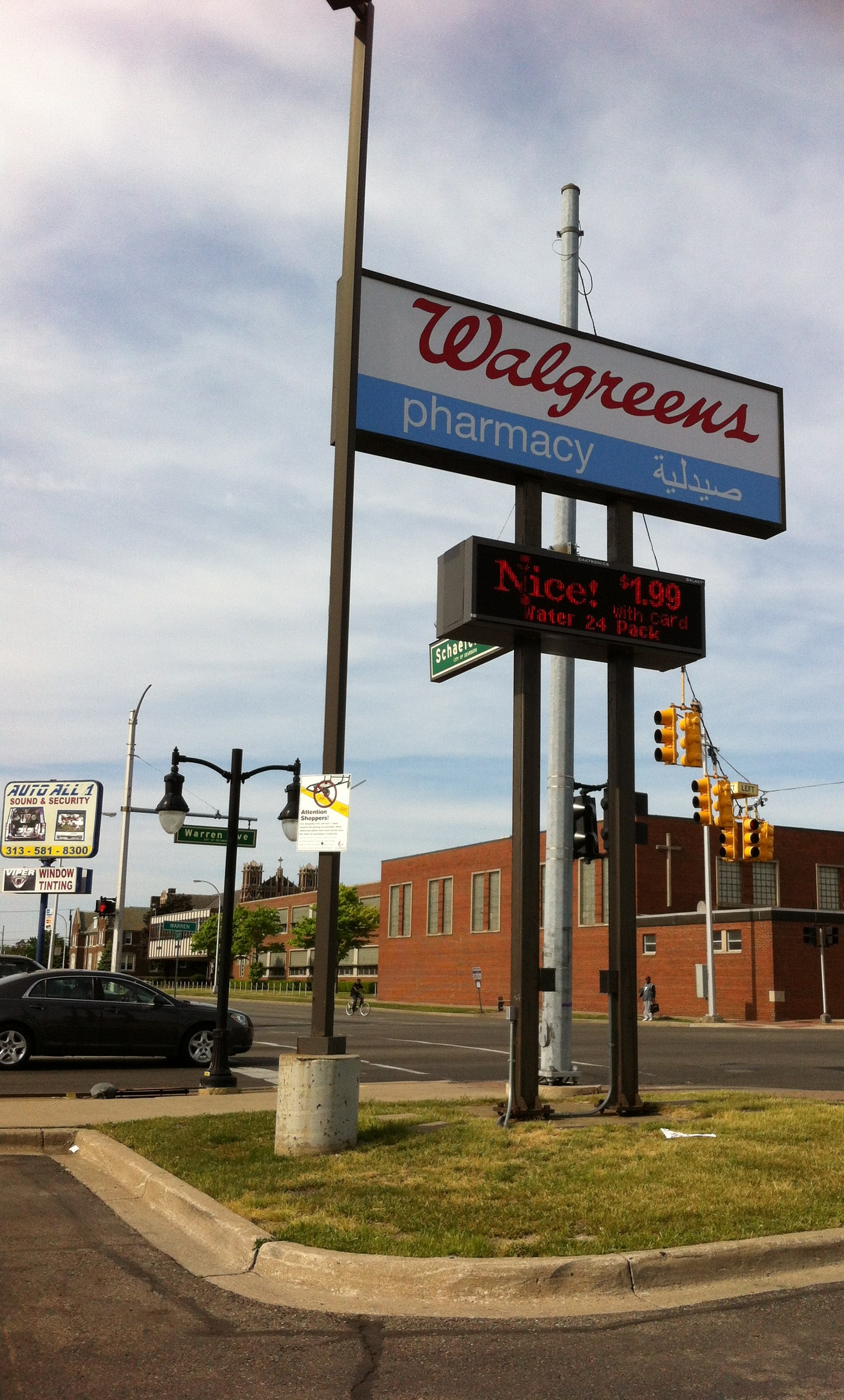
شركة والغرينز في ديربورن مع لافتات باللغة العربية
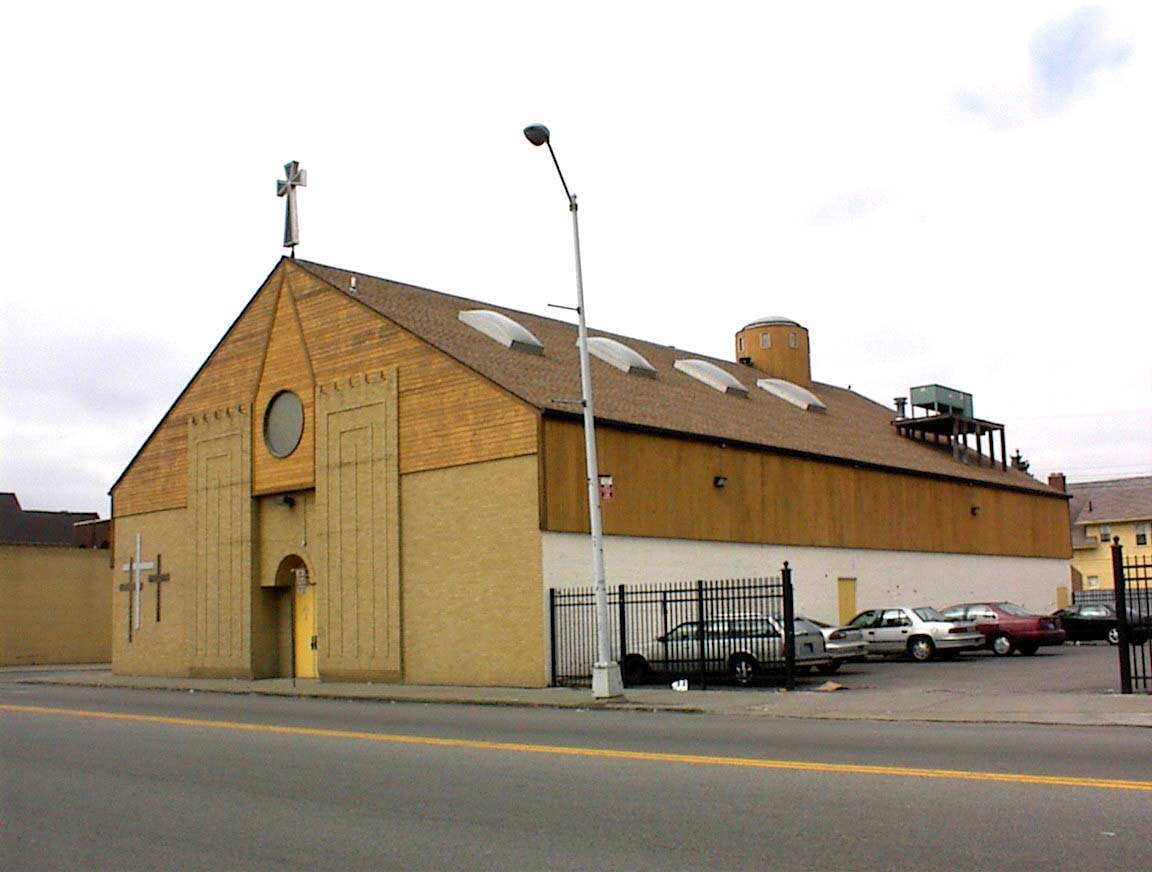
كنيسة القلب المقدس الكلدانية في المدينة الكلدانية، ديترويت
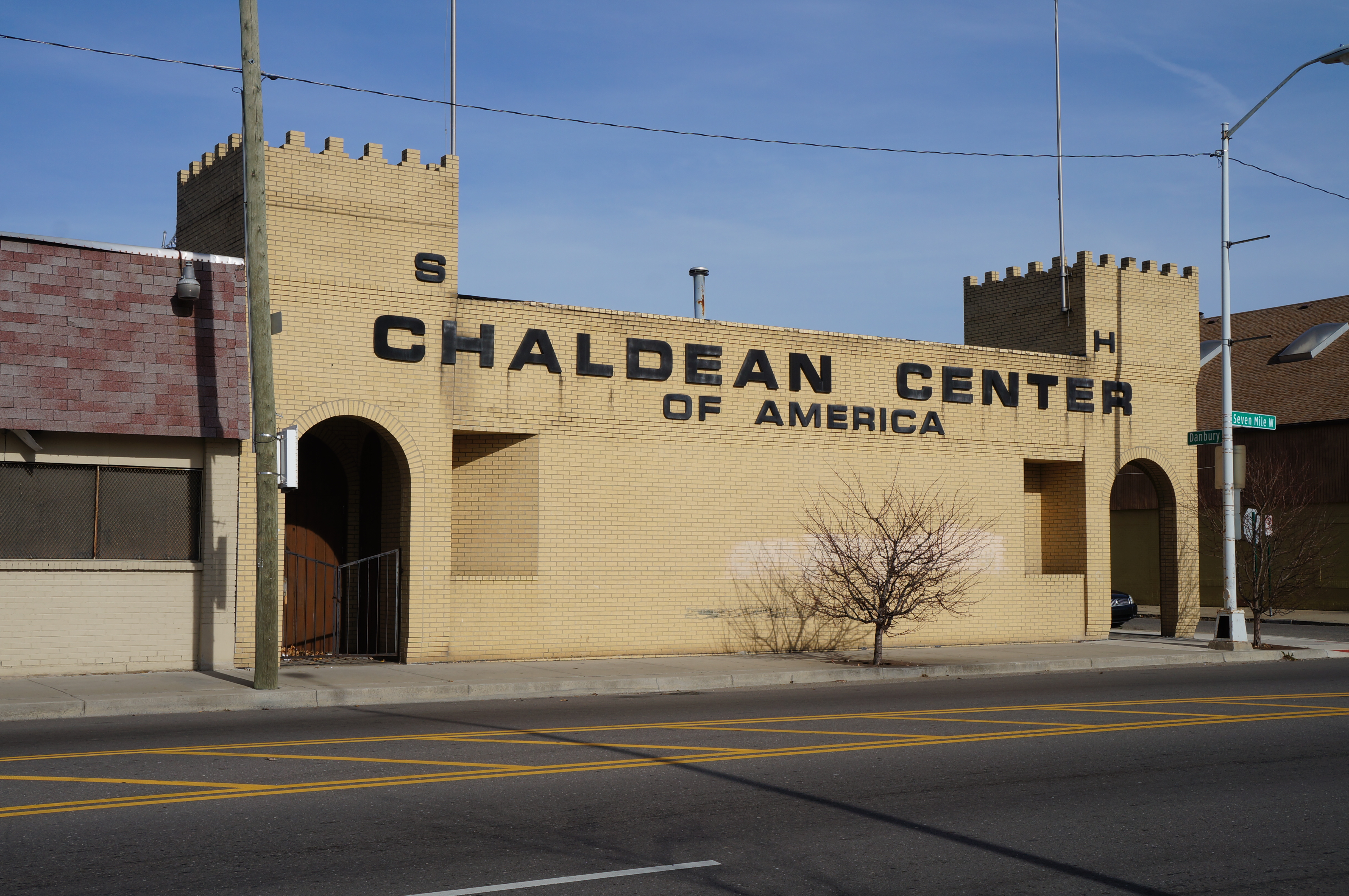
المركز الكلداني الأمريكي
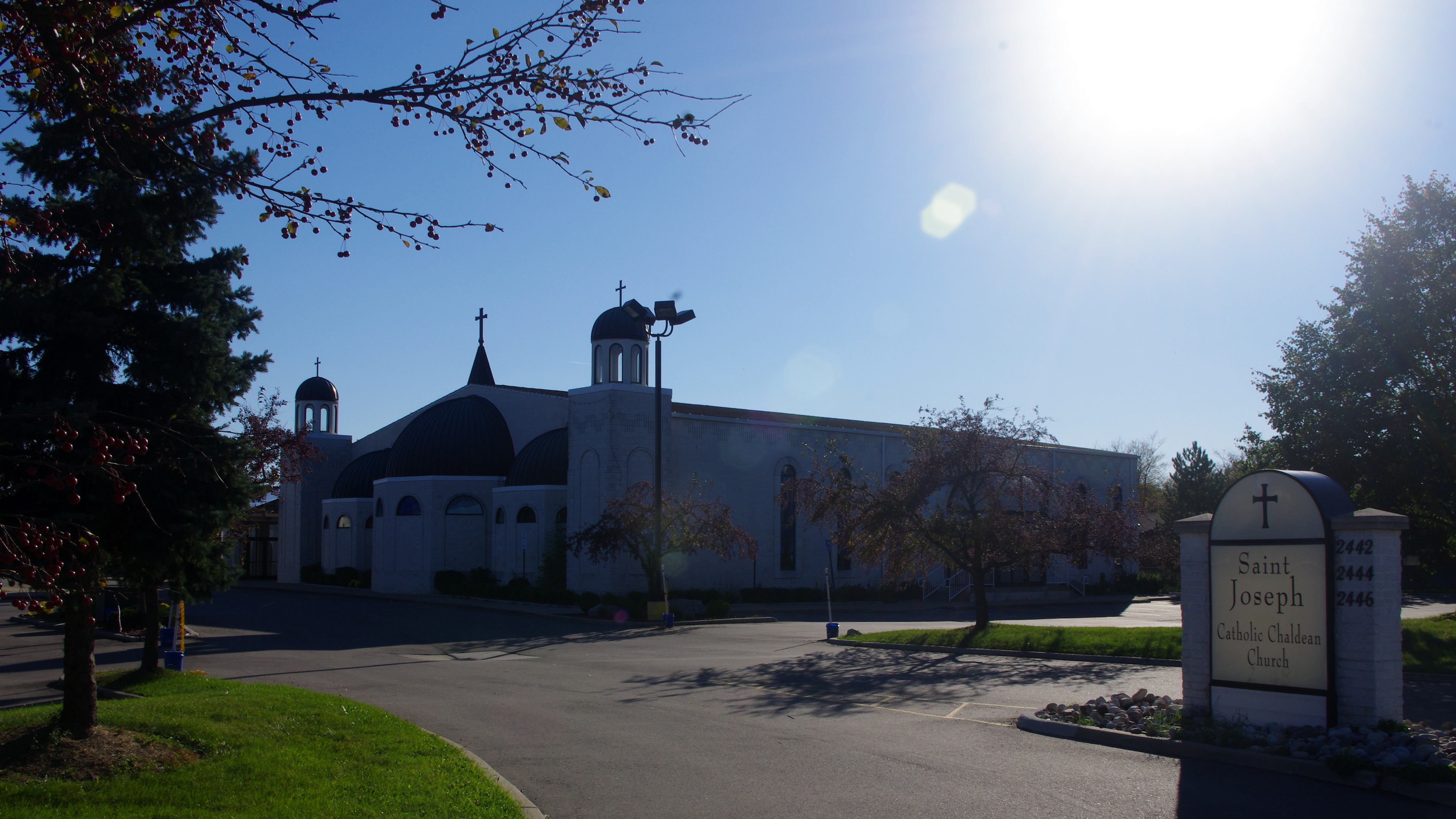
كنيسة القديس يوسف الكلدانية الكاثوليكية في تروي
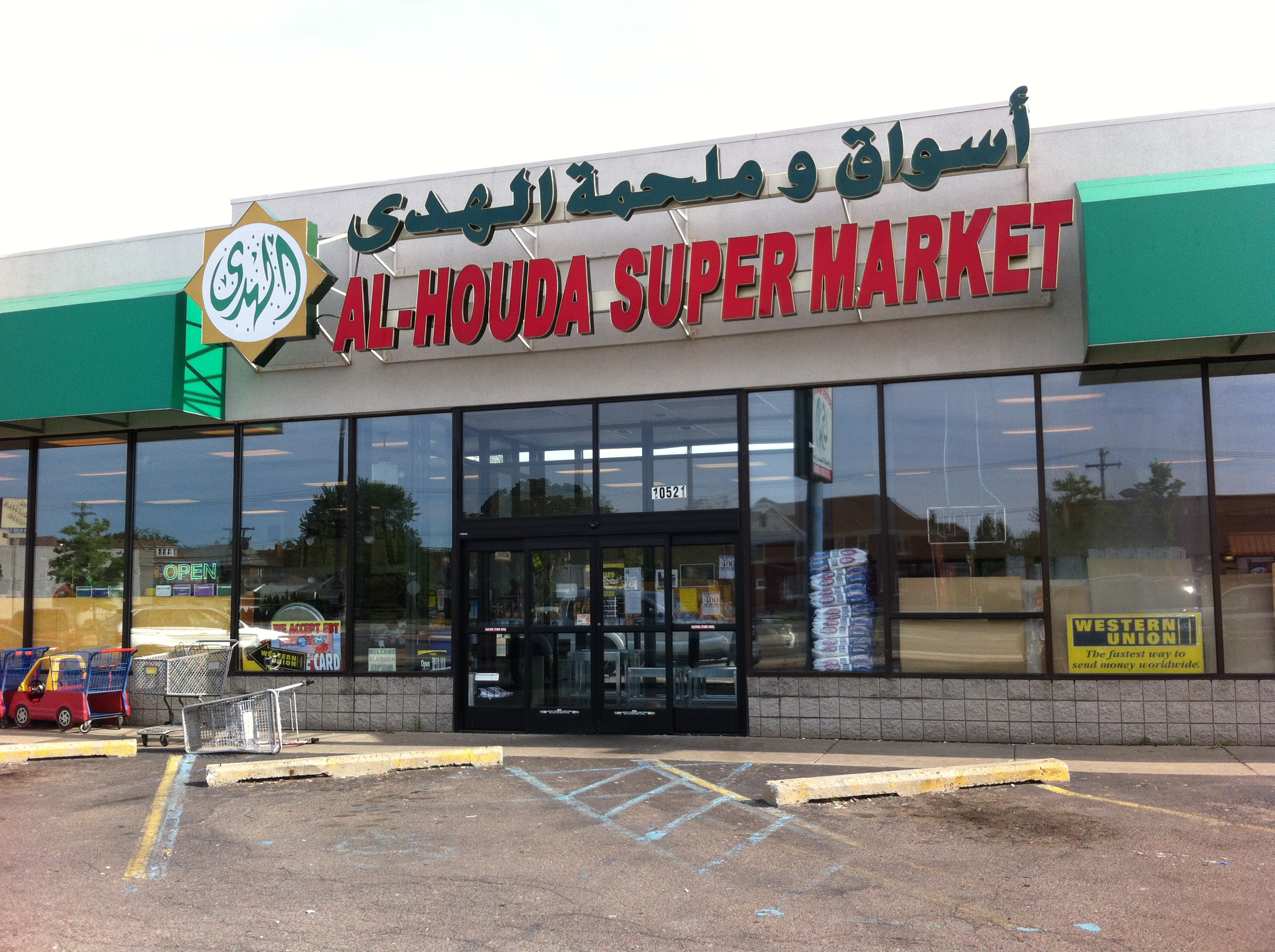
أسواق و ملحمة الهدى في ديربورن

## ملحوظات ومراجع
1. ↑  "Arab, Chaldean, and Middle Eastern Children and Families in the Tri-County Area." (Archive) From a Child's Perspective: Detroit Metropolitan Census 2000 Fact Sheets Series. جامعة وين ستيت. Volume 4, Issue 2, February 2004. p. 1/32. Retrieved on November 8, 2013.
2. ↑  Karoub، Jeff. "Detroit Expects Half of Iraqi Refugees". Philadelphia: WPVI-TV. أسوشيتد برس. مؤرشف من الأصل في 2013-10-05. اطلع عليه بتاريخ 2013-05-05. Southeastern Michigan has about 300,000 people who trace their roots to the Middle East.
3. ↑  Miyares، Ines M. & Airriess، Christopher A. (2007). Contemporary Ethnic Geographies in America. Rowman & Littlefield. ص. 320. ISBN:978-0-7425-3772-9.
4. ↑  Ghosh, Bobby. "Arab-Americans: Detroit's Unlikely Saviors." TIME. Saturday November 13, 2010. Retrieved on November 8, 2012.
5. 1 2 3  "Arab, Chaldean, and Middle Eastern Children and Families in the Tri-County Area." (Archive) From a Child's Perspective: Detroit Metropolitan Census 2000 Fact Sheets Series. جامعة وين ستيت. Volume 4, Issue 2, February 2004. p. 2/32. Retrieved on November 8, 2013.